# Igaracy
Igaracy é um município brasileiro do estado da Paraíba, localizado na Região Metropolitana do Vale do Piancó. De acordo com o IBGE (Instituto Brasileiro de Geografia e Estatística), no ano de 2009 sua população era estimada em 6.529 habitantes. Área territorial de 192 km².

## História
O nome vem do tupi canoa grande (referindo-se ao córrego Igaracy). Ao longo dos anos, a grafia foi alterada para ygara asu, igarassy e finalmente para igaracy.
A colonização do município teve início em 1902, com a implantação da fazenda que lhe deu o mome, de propriedade de João Brasileiro. Conta a história que certa vez, quando Brasileiro se encontrava na roça, teve um desmaio e ficou inconsciente por muito tempo. 
No local, fez uma promessa: se ficasse bom, faria uma novena para Nossa Senhora dos Remédios e Nossa Senhora da Conceição e na última noite, levaria um padre e ofereceria uma festa. Alcançou a graça e cumpriu a promessa. A capela foi construída de tijolos, em 1914. Na mesma época foi iniciada uma feira aos domingos com grandes movimento.
Em 2 de dezembro de 1961, foi desmembrado de Piancó o então distrito de Boqueirão dos Cochos, que passa a ser município.
Pelo decreto-lei estadual nº 5333, de 7 de janeiro de 1992, o município de Boqueirão dos Cochos, passou a denominar-se Igaracy.
O desenvolvimento do povoado teve um maior crescimento somente a partir de 1930, quando foram construídas novas casas ao redor da capela.

## Esportes
O maior e mais conhecido esportista da cidade é o atleta paralímpico Cícero Valdiran Lins Nobre, praticante de lançamento de dardo. O igaraciense é medalhista de bronze nos Jogos Paralímpicos de Verão de Tóquio, disputado em 2021. Sua primeira participação foi nas Paralimpíadas Rio 2016, onde encerrou a competição com um quarto lugar. Cícero também conquistou o Parapan-americano em 2019, em Lima, Peru.

## Geografia
O município está incluído na área geográfica de abrangência do semiárido brasileiro, definida pelo Ministério da Integração Nacional em 2005.  Esta delimitação tem como critérios o índice pluviométrico, o índice de aridez e o risco de seca.